# Mare de Déu amb el Nen (Puentedura)
Mare de Déu amb Nen és una talla policromada obra probablement d'un taller de l'illa de França datada de la segona meitat del segle xii. Actualment forma part de la col·lecció permanent del Museu Frederic Marès.

## Descripció i anàlisi
Imatge de la Mare de Déu amb el Nen de proporcions elegants i fina talla. Mare i fill vesteixen túnica i mantell i porten corona, evocació de la idea de la seva reialesa. Hi domina un eix vertical al voltant del qual s'organitza l'escultura, de manera simètrica, des del vel i els cabells de Maria fins a tot el plegat del mantell. El tractament minuciós i rítmic del plegat es repeteix en la vestimenta del Nen. Al cànon esvelt i a les bones proporcions de la imatge, cal afegir-hi la humanització de les faccions i l'expressió serena dels rostres de les dues figures.

## Història
La bona qualitat de l'obra i el seu estil han portat a relacionar-la amb les peces obrades en els tallers actius a l'Illa de França a la segona meitat del segle xii. En aquest centre de producció aflorà una nova sensibilitat i una tendència vers el naturalisme. Les seves obres es distancien de les imatges més populars, fruit de la producció de tallers poc innovadors.
Fins als anys vint del segle xx, la peça es conservava a l'ermita del barri de San Millán de Puentedura (Burgos), si bé abans havia estat a l'ermita de Santa Marina, situada al camí de Covarrubias. Es desconeix amb exactitud quin va ser l'emplaçament inicial, però es creu que una escultura d'aquesta qualitat i monumentalitat devia ocupar un lloc destacat, prop de l'altar, a l'església per a la qual fou obrada.